# Redondo Beach (Metro de Los Ángeles)
Redondo Beach es una estación en la línea K del Metro de Los Ángeles y es administrada por la Autoridad de Transporte Metropolitano del Condado de Los Ángeles. La estación se encuentra localizada en Redondo Beach, California en la Avenida Marine.

## Servicios
- Metro Local: 126, 215
- LADOT Commuter Express: 574

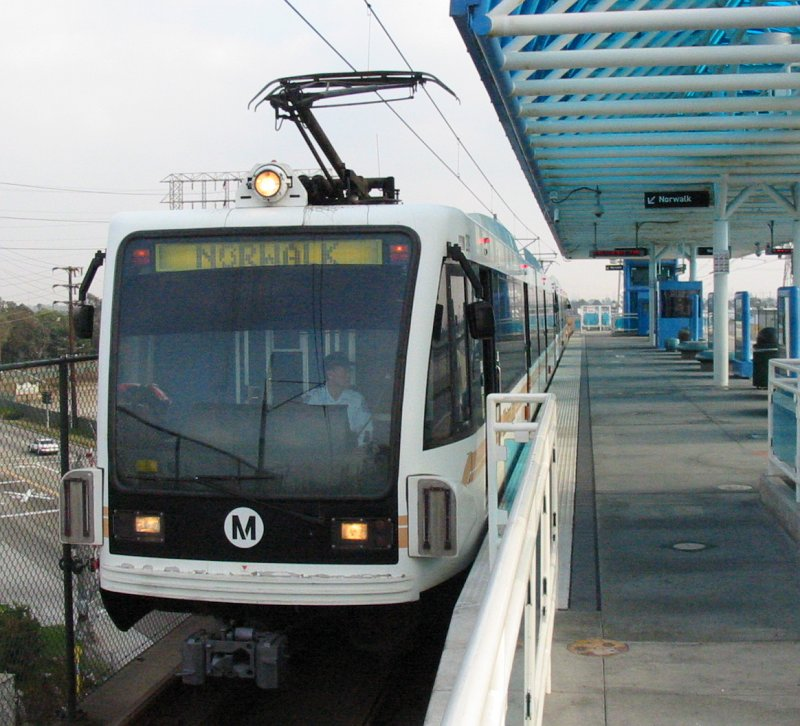
Estación Redondo Beach.

- Lawndale Beat: Residential, Express
- Beach Cities Transit: 102